# Microsporum
Microsporum (anamorfe vorm) of  Arthroderma (teleomorfe vorm) is een geslacht van schimmels, dat tot de orde Onygenales van de ascomyceten behoort. Deze schimmels kunnen de huid infecteren en tinea capitis, tinea corpus en andere dermatofytosen veroorzaken. Microsporum-soorten vormen op korte conidioforen macro- en  microconidia. De 7–20 × 30–160 µm grote macroconidia zijn doorzichtig en hebben meerdere tussenwanden. De vorm is variabel van vorm: spoelvormig tot eivormig. De celwand kan dun of dik tot wrattig zijn. De gladde, peervormige tot knuppelvormige, 2,5–3,5 × 4–7 µm grote microconidia zijn eencellig en doorzichtig. Het onderscheidt met de soorten van het geslacht Trichophyton is gebaseerd op de ruwheid van de celwand van het macroconidium.

## Soorten
Volgens Index Fungorum telt het geslacht 21 soorten (peildatum juli 2023):
| Soortnaam                   | Auteur(s)                                   | Publicatiejaar |
| --------------------------- | ------------------------------------------- | -------------- |
| Microsporum aenigmaticum    | Hubka, Dobiášová & M. Kola?ík               | 2014           |
| Microsporum appendiculatum  | Bhat & Miriam                               | 1998           |
| Microsporum audouinii       | Gruby                                       | 1843           |
| Microsporum boullardii      | Dominik & Majchr.                           | 1965           |
| Microsporum canis           | E. Bodin ex Guég.                           | 1902           |
| Microsporum distortum       | Di Menna & Marples                          | 1954           |
| Microsporum equinum         | E. Bodin ex Guég.                           | 1907           |
| Microsporum ferrugineum     | M. Ota                                      | 1921           |
| Microsporum fulvum          | Uriburu                                     | 1909           |
| Microsporum gallinae        | (Mégnin) Grigoraki                          | 1929           |
| Microsporum guizhouense     | Z.Yuan Zhang, X. Zou, Y.F. Han & Z.Q. Liang | 2017           |
| Microsporum gypseum         | (E. Bodin) Guiart & Grigoraki               | 1928           |
| Microsporum incurvatum      | (Stockdale) P.L. Sun & Y.M. Ju              | 2014           |
| Microsporum magellanicum    | Caretta & Piont.                            | 1977           |
| Microsporum nanum           | C.A. Fuentes                                | 1956           |
| Microsporum praecox         | Rivalier ex A.A. Padhye, Ajello & McGinnis  | 1989           |
| Microsporum pseudoumbonatum | Sartory, R. Sartory, J. Mey. & Malgras      | 1949           |
| Microsporum ripariae        | Hubálek & Rush-Munro                        | 1973           |
| Microsporum rivalieri       | Vanbreus.                                   | 1963           |
| Microsporum sapporense      | Komuro, Y. Aoki & Odashima                  | 1952           |
| Microsporum vanbreuseghemii | Georg, Ajello, Friedman & S.A. Brinkm.      | 1961           |